# Женская сборная Соломоновых Островов по хоккею на траве
Женская сборная Соломоновых Островов по хоккею на траве — национальная команда по хоккею на траве, представляющая Соломоновы Острова в международных соревнованиях. Управляется Федерацией хоккея на траве Соломоновых Островов.

## История
Женская сборная Соломоновых Островов никогда не участвовала в крупных международных турнирах — летних Олимпийских играх, чемпионатах мира и чемпионатах Океании.
Сборная Соломоновых Островов выступает в международных соревнованиях с 2016 года.
Команда участвовала в розыгрыше Мировой лиги сезона-2016/17. Матчи первого раунда океанийской зоны проходили в Суве. Сборная Соломоновых островов заняла 3-е место среди 4 команд, дважды проиграв Фиджи (0:18, 1:9) и Папуа — Новой Гвинее (1:2, 3:6) и дважды победив Тонга (2:1, 3:2). Лучшим снайпером команды стала Мэдлин Сикомеа, забившая 4 мяча.
В сезоне-2018/19 сборная Соломоновых Островов участвовала в розыгрыше Хоккейной серии. Океанийский зональный отборочный турнир проводился в Порт-Виле. Хоккеистки Соломоновых островов на предварительном этапе заняли 3-е место среди 4 команд, выиграв у Тонга (4:3) и проиграв Вануату (2:4) и Фиджи (1:8). В матче за 3-4-е места Соломоновы Острова вновь победили тонганиек (4:1). По 3 мяча забили Ровина Ману, Хильда Кабини и Клаудия Воту.

## Результаты выступлений

### Мировая лига
- 2016/17 — выбыла в 1-м раунде

### Хоккейная серия
- 2018/19 — выбыла в 1-м раунде